# Еголдокова 1-я
Еголдокова 1-я — река в России, протекает по Парабельскому району Томской области. Устье реки находится в 19 км по правому берегу реки Еголдокова. Длина реки составляет 27 км. Приток — Чистый.

## Данные водного реестра
По данным государственного водного реестра России относится к Верхнеобскому бассейновому округу, водохозяйственный участок реки — Кеть, речной подбассейн реки — бассейн притоков (Верхней) Оби от Чулыма до Кети. Речной бассейн реки — (Верхняя) Обь до впадения Иртыша.